# Fortificación de Dorchester Heights
La fortificación de Dorchester Heights fue una importante acción llevada a cabo por el ejército de las Trece Colonias de la costa este de América del norte contra el Reino de Gran Bretaña, el 4 y 5 de marzo de 1776, en Dorchester Heights, Massachusetts. Esta acción pertenece al asedio de Boston, que a su vez se engloba dentro de la guerra de Independencia de los Estados Unidos y concluyó con la rendición de las tropas británicas que se encontraban en Boston.
El 4 de marzo de 1776, las tropas de la Armada Continental bajo el mando de George Washington, ocuparon Dorchester Heights, una serie de bajas colinas con una dominante vista de Boston y su puerto, y llevaron potentes cañones allí. El general William Howe, al mando de las fuerzas británicas que ocupaban la ciudad, consideró que la única salida para ellos era atacar estas colinas. Pero una tormenta de nieve hizo que no se pudiese llevar a cabo este plan y tuvieron que rendirse. Las tropas británicas, acompañadas de los lealistas (los colonos seguidores del gobierno británico) evacuaron la ciudad el 17 de marzo (Día de la evacuación) dirección Halifax, Nueva Escocia.

## Antecedentes
El asedio de Boston comenzó el 19 de abril de 1775, cuando como consecuencia de las Batallas de Lexington y Concord, la milicia colonial rodeó la ciudad de Boston. Benedict Arnold, que llegó con la milicia de Connecticut para apoyar el asedio, dio la información de que había poderosos cañones y armamento en el mal defendido fuerte Ticonderoga en la provincia de Nueva York y propuso su captura. El 3 de mayo, la comisión autorizó a Arnold a tomar tropas y llevar a cabo dicha misión de captura. Cuando Arnold llegó a las afueras del fuerte, se encontró con el coronel patriota Ethan Allen y sus Green Mountains Boys, que había tenido la misma idea de capturar los cañones, y juntos, llevaron a cabo la misión satisfactoriamente el 10 de mayo.
El coronel Henry Knox fue asignado para liderar la expedición que transportaría los cañones desde el fuerte Ticonderoga hasta Boston —a esta expedición se le conoce con el nombre de noble tren de artillería —. Knox llegó a Ticonderoga en noviembre de 1775 y en el transcurso de los tres meses de invierno transportaron 60 toneladas de armamento en botes, caballos o trineos a través de ríos semihelados, pantanos, barrizales de los poco habitados Berkshires hasta Boston. El historiador Victor Brooks ha escrito: " la hazaña transportando los cañones de Knox es una de las operaciones de logística mejores de toda la guerra".

## Geografía y estrategia
Los militares británicos, liderados por William Howe, eran conscientes de la importancia de las colinas de Charlestown y Dorchester Heights, ya que tenían buenas vistas de Boston y su puerto. El puerto era vital para ellos, ya que la Marina Real británica, al principio bajo el mando del almirante Samuel Graves, y luego de Molineux Shuldman, ofrecía protección a las tropas de Boston, así como también abastecimiento de suministros; esta fue la razón de que atacasen la colina de Charlestown, en la famosa Batalla de Bunker Hill, consiguiendo tomar la colina pero perdiendo muchos hombres en el intento.

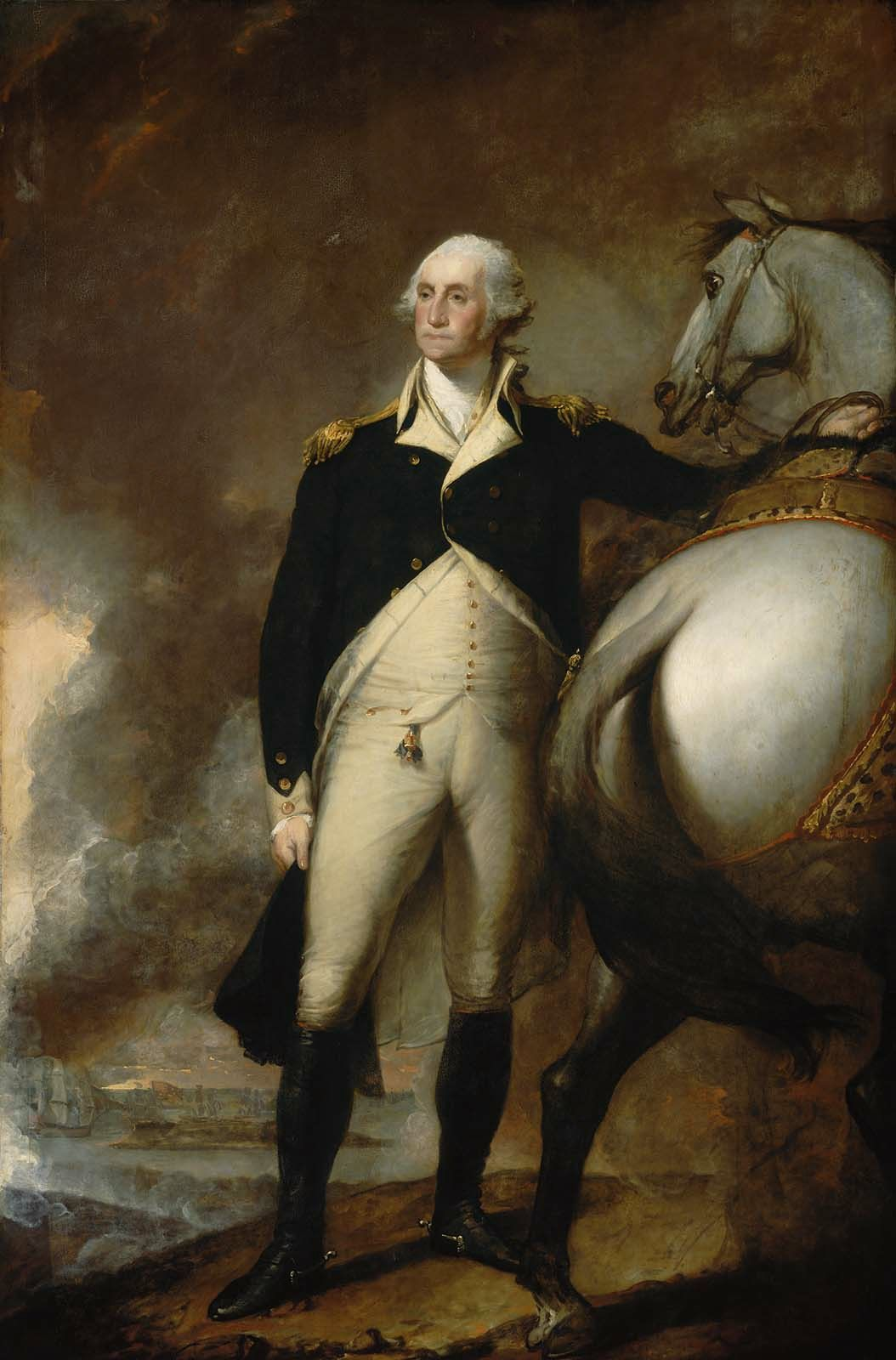
George Washington en Dorchester Heights por Gilbert Stuart, 1806

Pero ni los británicos ni los coloniales, se atrevían a tomar las colinas Dorchester, aun sabiendo de su importancia estratégica. Cuando Washington tomó el mando del asedio en julio de 1775, consideró la idea de tomar la desocupada colina, pero rechazó el plan ya que no poseían suficiente armamento para fortificarla. Pero para final de febrero de 1776, Knox había llegado con los cañones de Ticonderoga, así que llegó el momento de tomar la importante colina.

## Fortificación
Washington primero situó algunos de los pesados cañones en Lechmere, Cambridge, y en Roxbury. Como una operación de distracción, ordenó que estos cañones abrieran fuego contra Boston la noche del 2 de marzo, y los británicos devolvieron el fuego, sin bajas significantes por ningún bando, debido a la lejanía. Estos cañonazos se repitieron la noche del 3 de marzo, mientras terminaban de fortificar Dorchester Heights.
La noche del 4 de marzo, los cañones abrieron de nuevo fuego, pero esta vez acompañados por acción. El general John Thomas y unos 2000 soldados avanzaron lentamente hasta la colina arrastrando el resto de los cañones. Washington les aportó ánimos recordándoles que se cumplía el sexto aniversario de la Masacre de Boston. Sobre las 4:00 a. m., habían construido barreras que eran resistentes a la metralla. También llenaron de piedras barriles que podían lanzarlos colina abajo en caso de que los británicos intentasen subir.
Sin los británicos intentaban atacar la colina, como hicieron en la batalla de Bunker Hill Washington tenía preparado un ataque desde Cambridge, por lo que preparó dos navíos que podían almacenar hasta 3000 hombres. Lo que pensó Washington sobre los planes de Howe fueron acertados. Se conoce que Howe dijo, refiriéndose al trabajo de los coloniales: "Estos rebeldes han hecho más en una noche que toda mi armada podría hacer en un mes".

## Reacción británica
El almirante Molineux Shuldman, comandante de la flota británica, declaró que los barcos estaban en peligro a menos que la colina Dorchester fuera tomada, por lo que Howe planeó atacarla con 2400 hombres cubriéndose por la oscuridad de la noche. Washington, percatándose de los movimientos enemigos, aumentó las tropas de la colina hasta los 6000 soldados. De todas formas, una tormenta de nieve comenzó ese mismo día 5 de marzo y detuvo la posible batalla. Después de la tormenta, Howe recapacitó sobre su idea de atacar y llegó a la conclusión de que era mejor no hacerlo, y preservar sus tropas para más adelante, así que se rindieron.
El 8 de marzo, le fue llegado a Washington una notificación de que se marcharían de Boston sin destruir nada de la ciudad, con la condición de que se les permitiese realizar la evacuación pacíficamente. El 17 de marzo, se realizó esta evacuación: las tropas británicas partieron dirección Halifax, Nueva Escocia, llevando consigo a más de 1000 lealistas.

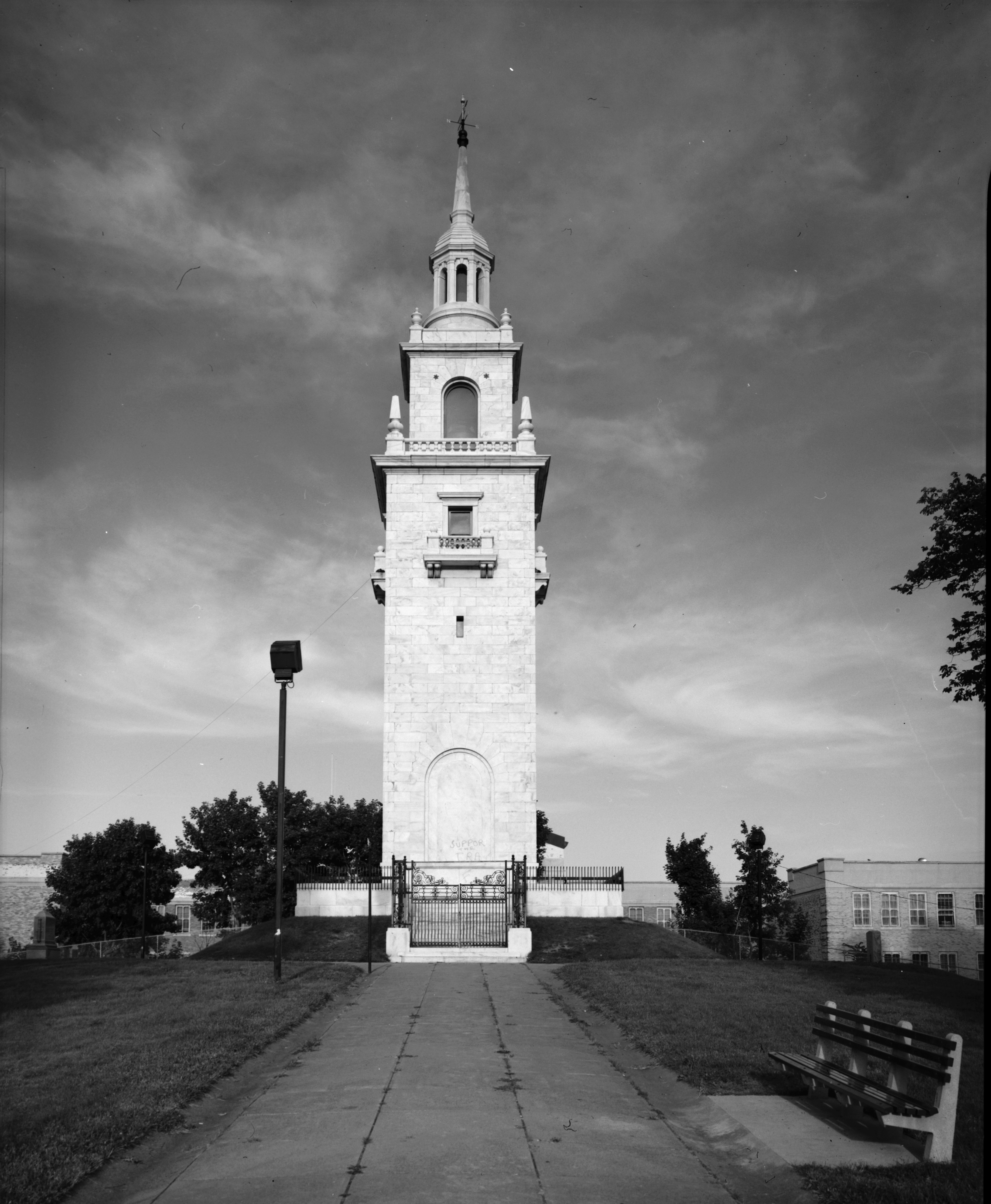
El monumento Dorchester Heights Monument, completado en 1902

## Legado
Esta fortificación se mantuvo hasta el final de la guerra y luego fue abandonada. Durante la guerra anglo-estadounidense de 1812, la colina fue refortificada y ocupada como previsión para un posible ataque británico. Después de esta guerra, fueron definitivamente abandonadas, y a finales del s. XIX, el material almacenado allí se usó como relleno para la expansión geográfica de la costa de Boston.
En 1902, habiéndose revivido el interés en la historia local, se construyó un monumento en lo que quedaba de la colina Dorchester, y que en la actualidad es el Sur de Boston. La gran población irlandesa residente en la zona, fue decisiva para nombre el 17 de marzo día de la evacuación, que es asimismo el día de San Patricio.
Dorchester Heights fue nombrado Lugar Histórico Nacional en 1966.